# Пібаньшур (присілок)
Пібаньшу́р (рос. Пибаньшур) — присілок (колишнє селище) в Балезінському районі Удмуртії, Росія.

## Населення
Населення — 86 осіб (2010; 19 в 2002).
Національний склад станом на 2002 рік:
- удмурти — 84 %